# ДСШ-14
ДСШ-14 —  дизельное самоходное шасси с двигателем мощностью 14 л.с., колёсный трактор оригинальной компоновки.. 

## Описание
Расположение узлов и агрегатов ДСШ-14 отличается от принятого для колёсных тракторов.
Двигатель и силовая передача расположены компактно позади места для водителя. Рама  из двух балок вынесена вперёд и предназначена для навески на неё самых разнообразных сельскохозяйственных агрегатов или грузового кузова-самосвала. Навесные машины приводились в действие валами отбора мощности. Компоновка самоходного шасси обеспечивает удобный обзор навесного оборудования в процессе выполнения работ.
ДСШ-14 предназначалось для механизации работ в овощеводстве, на фермах и в теплицах, а также в качестве транспортного средства для перевозки небольших грузов. 
На ДСШ-14 использовался одноцилиндровый дизельный двигатель, унифицированный с двигателем трактора ДТ-14. 
В результате дальнейшей модификации был установлен двухцилиндровый дизель воздушного охлаждения мощностью 16 л.с., и проведены другие доработки. Самоходное шасси получило новый индекс ДВСШ-16.
ДСШ-14 и ДВСШ-16 выпускались Харьковским заводом тракторных самоходных шасси (ХЗТСШ)  в период с 1956 года по 1961 год. Общее число изготовленных ДСШ-14 и ДВСШ-16 составляет 23 100 единиц.

## Технические характеристики
| Характеристики ДСШ-14      | Значение |
| -------------------------- | -------- |
| Мощность двигателя, л.с.   | 14       |
| Эксплуатационная масса, кг | 1670     |
| Число передач вперед/назад | 6 / 1    |
| Диапазон скоростей, км/ч   | 1,3-13,7 |